# St. Bartholomäus (Knetzgau)

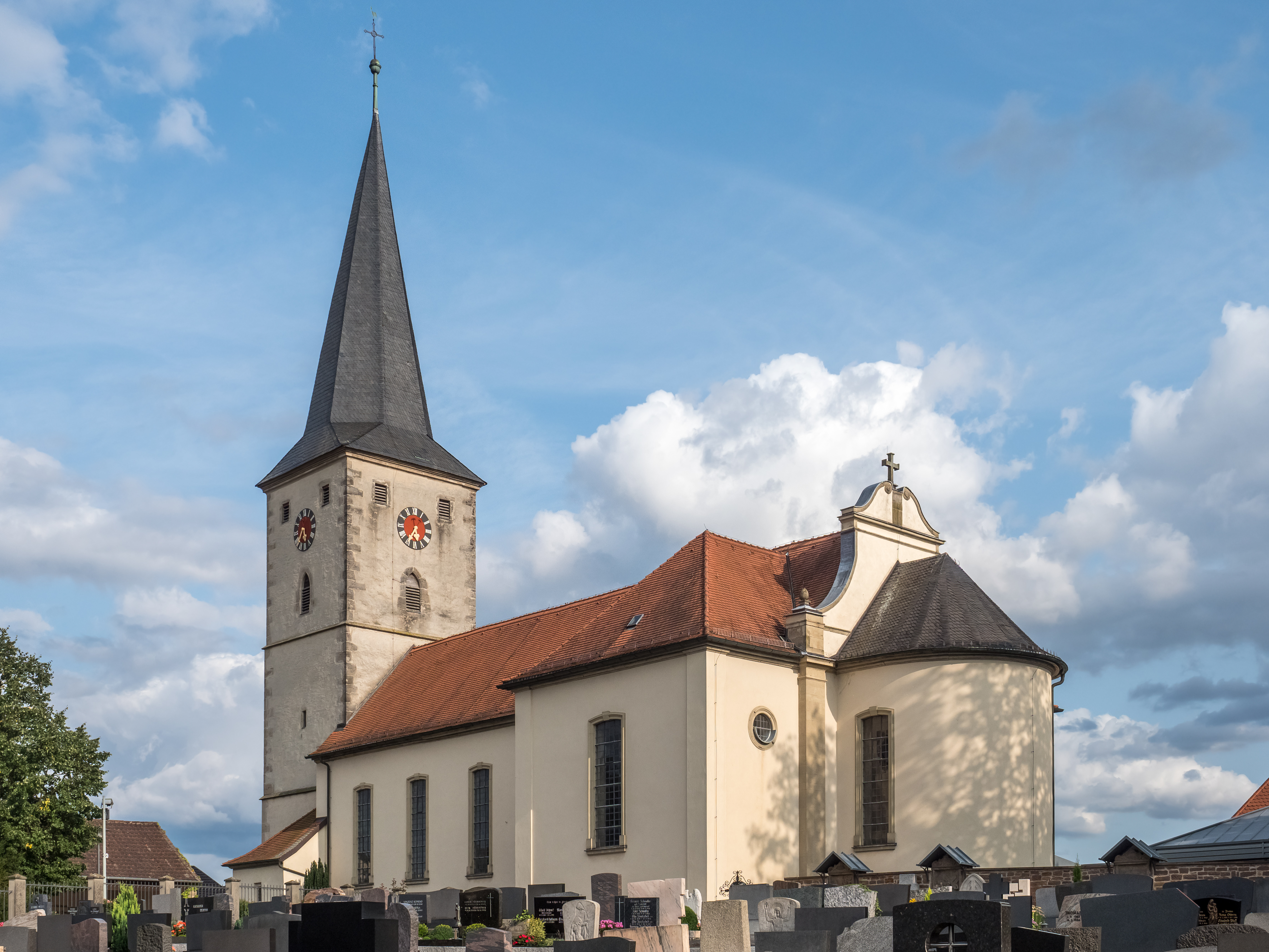
St. Bartholomäus in Knetzgau

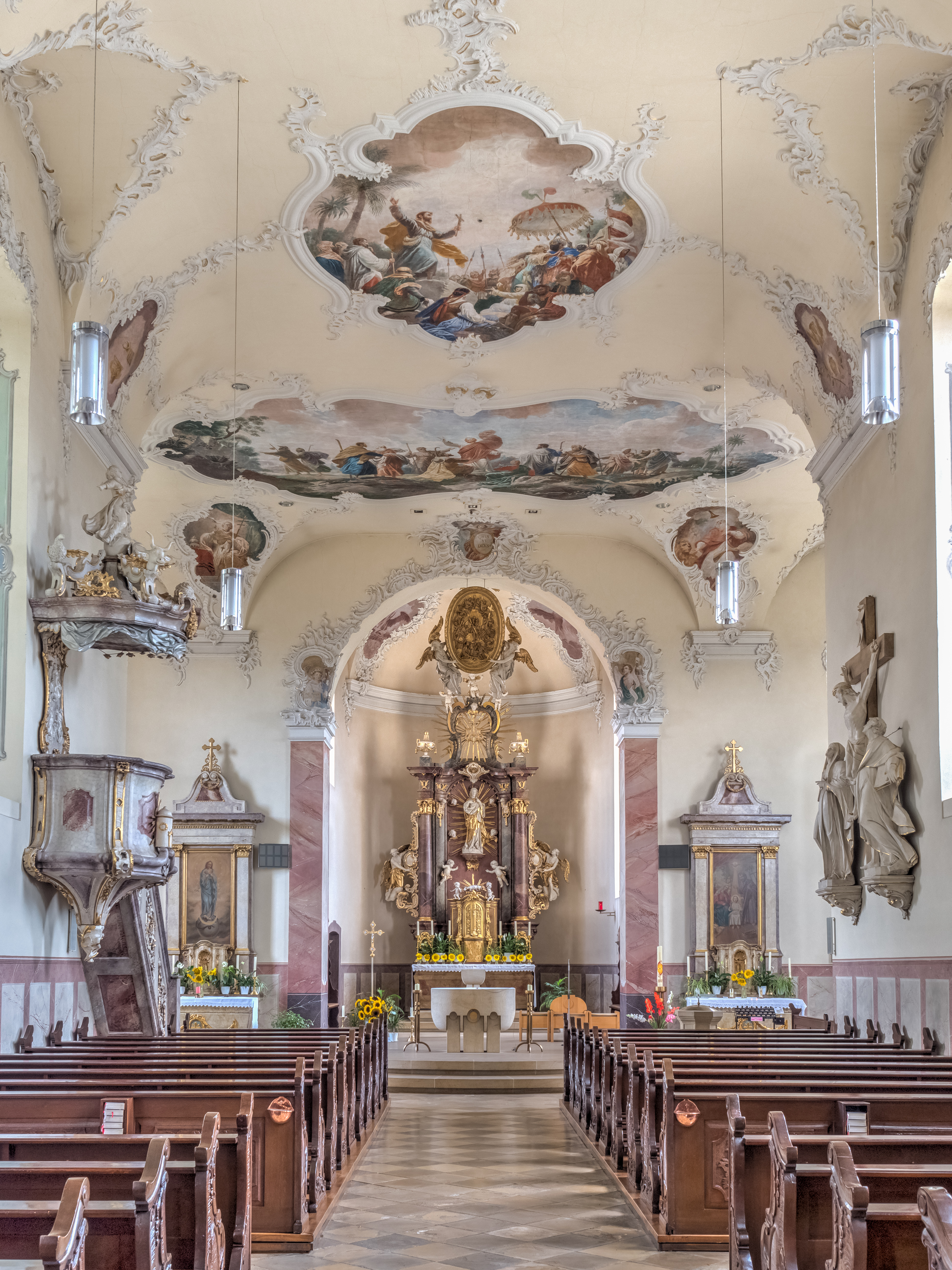
Inneres, Richtung Altäre

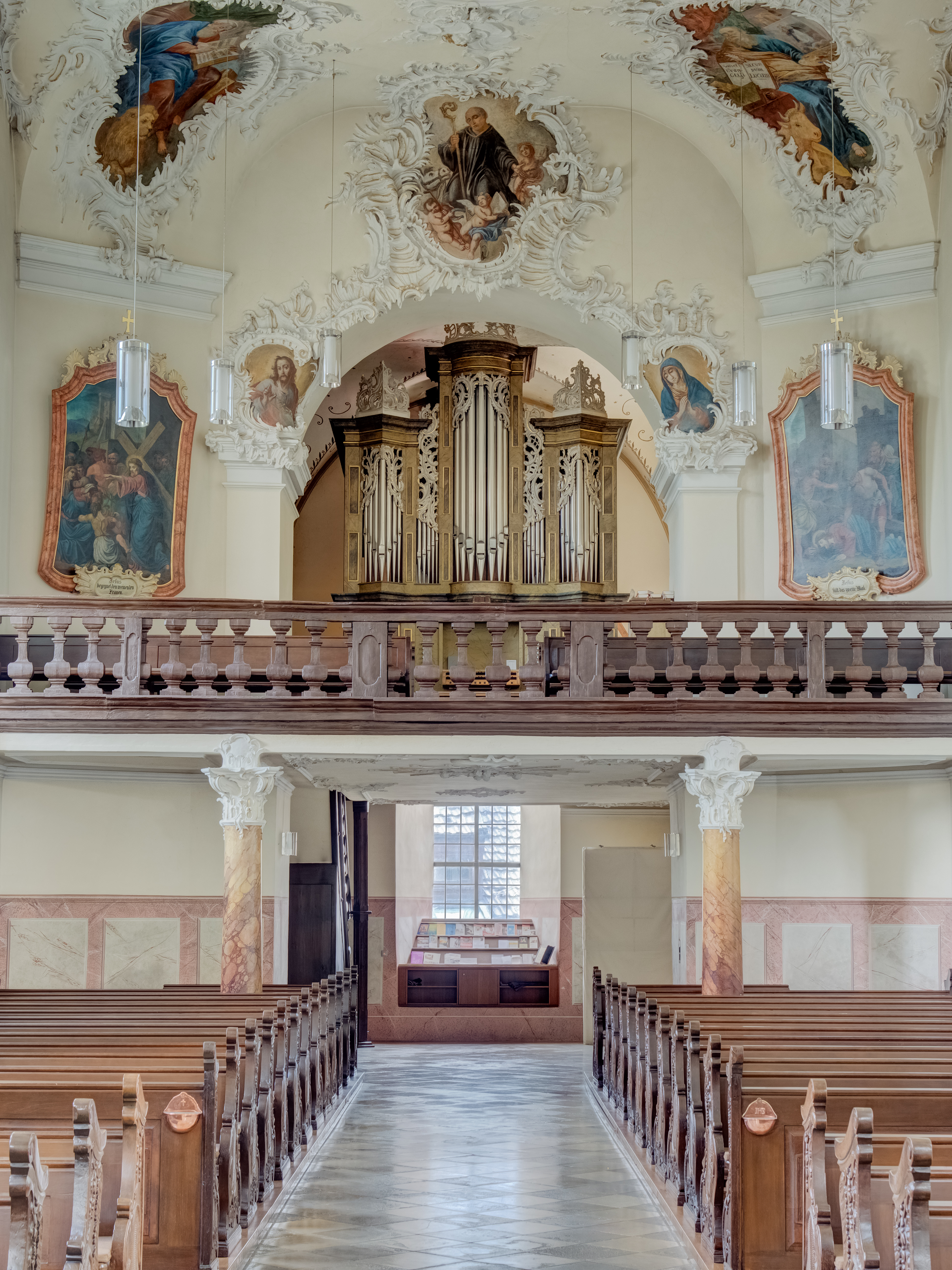
Inneres, Richtung Empore mit Orgel

Die römisch-katholische Pfarrkirche St. Bartholomäus steht in Knetzgau, einer Gemeinde im unterfränkischen Landkreis Haßberge in Bayern. Sie wurde erstmals 1244 urkundlich erwähnt. Das Kirchenschiff des denkmalgeschützten Bauwerks entstand im 18. Jahrhundert. Die Pfarrei gehört zur Pfarreiengemeinschaft Knetzgau im Dekanat Haßberge des Bistums Würzburg.

## Beschreibung
Der ehemalige Chorturm stammt aus dem späten Mittelalter. Beim Bau der Saalkirche 1760 wurde er um ein Geschoss für die Turmuhr und den Glockenstuhl aufgestockt und mit einem achtseitigen, schiefergedeckten Knickhelm bedeckt. An den Chorturm wurde nach Westen das Langhaus angebaut, das 1793 und 1882 aufgehöht und vergrößert wurde. 1904/05 folgte die nächste Erweiterung. Ein Querschiff und ein neuer Chor mit einer Apsis als halbrundem Abschluss wurde angebaut. Dadurch drehte sich die Orientierung in der Kirche von West nach Ost in die umgekehrte Richtung – der Altar steht nun im Westen des Gebäudes. Das Erdgeschoss des Turmes ist nun Eingangsvorhalle.
Die Deckenmalerei im Langhaus stammt von Johann Peter Herrlein, sie wurde jedoch 1904/05 von Eulogius Böhler überarbeitet. Der von Johann Peter Wagner 1786 gebaute Hochaltar stand ursprünglich in der Ritterkapelle Haßfurt.
Die Orgel auf der Empore gegenüber dem Hochaltar hat 27 Register auf zwei  Manualen und ein Pedal und wurde 1986 von der Orgelbau Vleugels gebaut.